# Cascada de Geli Ali Beg
Cascada de Geli Ali Beg (en árabe: شلال كلي علي بك) se encuentra en el Kurdistán Iraquí que a su vez se localiza en la parte montañosa del norte del país en la región del Kurdistán, al norte de la localidad de Erbil.
Esta cascada recibe muchos visitantes y turistas de todo el país, durante todo el año.